# Кампо Сан Пјетро (Белуно)
Кампо Сан Пјетро (итал. Campo San Pietro) је насеље у Италији у округу Белуно, региону Венето.
Према процени из 2011. у насељу је живело 283 становника. Насеље се налази на надморској висини од 303 м.